# Castel Guelfo di Bologna
Castel Guelfo di Bologna (en dialecte bolonyès: Castèl Guêlf o Castelghèif) és un comune (municipi) de la Ciutat metropolitana de Bolonya (antiga província de Bolonya), a la regió italiana d'Emília-Romanya, situat a uns 30 km al sud-est de Bolonya.
L'1 de gener de 2018 tenia 4.506 habitants.
Castel Guelfo di Bologna limita amb els municipis de: Castel San Pietro Terme, Dozza, Imola i Medicina.